# Mechthild Fürst-Diery
Mechthild Fürst-Diery (* 24. August 1942 in München) ist eine deutsche Politikerin (CDU).
Nach dem Abitur in München wurde Fürst-Diery Elektroingenieurin. Von 1980 bis 1986 studierte sie Psychologie und von 1988 bis 1997 war sie Gleichstellungsbeauftragte des Landkreises Offenbach. 1983 der CDU beigetreten, gehörte sie von 1985 bis 1997 der Stadtverordnetenversammlung von Neu-Isenburg an, zuletzt als Vorsitzende des Hauptausschusses. 1997 wurde Fürst-Diery als erste Frau in Mannheim zur Bürgermeisterin gewählt, mit den Zuständigkeiten für Soziales, Jugend und Gesundheit. 2005 wurde sie als Nachfolgerin von Norbert Egger Erste Bürgermeisterin und damit Stellvertreterin des Oberbürgermeisters. Zwei Jahre später ging sie in den Ruhestand. Ihr folgte als Christian Specht als Erster Bürgermeister nach.